# 溫普穹
63°38′S 58°51′W / 63.633°S 58.850°W
溫普穹是南極洲的穹丘，位於葛拉漢地的特里尼蒂半島，處於漢森山以南3.7公里，海拔高度725米，英國探險隊在1948年測量該穹丘，現時由南極條約體系管理。